# 一家之鼠超力仔
《精灵鼠小弟》 是一部1999年的动物拟人化电影，由英文小说《小不點司圖爾特》改编而成，不过电影情节与原著差别很大。这部电影结合电脑特技，制作出了一个栩栩如生、拟人化的寵物小鼠形象。
小老鼠Stuart由迈克尔·J·福克斯配音。 小老鼠Stuart的人类父母Eleanor和Fredrick夫妇由吉娜·戴维斯和休·劳瑞扮演，小老鼠Stuart的人类小兄弟乔治由喬納森·利普尼基扮演，而Stuart一家的大白猫Snowbell则由納坦·朗配音。

## 故事情節
影片一開始，Little夫婦来到孤兒院，領養了小老鼠Stuart。喬治一開始不喜歡他，並詢問父母為什麼要收養一只老鼠。Little家的家猫Snowbell也一直想吃掉他。Snowbell後來去叫猫老大 "Smokey"，猫老大率領眾猫們一心想除掉小老鼠。後來他卻和Stuart一起對抗"Smokey"，成為好朋友。
在一次由Channel 4選舉的投票中，該影片入選100佳家庭電影。
- Tagline（英语：Tagline）: The Little family just got bigger.

## 角色

### 介紹
史都華·李（Stuart Little）
主角，理特夫婦從孤兒院中領養的小白鼠。
愛莉諾·李（Eleanor Little）
李家太太。
費德里克·李（Frederick Little）
李家先生。
乔治·李（George Little）
李夫妻的獨生子。小學生。
小白（Snowbell）
理特家的波斯貓，看小史都華不順眼。
史莫基（Smokey）
野貓老大。
蒙提（Monty）
野貓，喜歡大講八卦和跑進理特家白吃白喝。
瑞德（Red）
野貓，史莫基手下。
雷吉諾·史塔（Reginald Stout）
受史莫基之託，假扮史都華生父的老鼠。
卡蜜兒·史塔（Camille Stout）
受史莫基之託，假扮史都華生母的老鼠。
克倫蕭（Uncle Crenshaw）
李家族成員。喬治的叔伯輩。
提娜（Aunt Tina）
李家族成員。喬治的阿姨輩。
碧翠絲阿姨（Aunt Beatrice）
理特家族成員。喬治的阿姨輩。
薛曼警員（Officer Sherman）
前來受理小史都華失蹤案。

### 演員與配音員
| 配音             | 配音     | 配音     | 配音     | 角色                          |
| 演員與配音員     | 台灣配音 | 大陸配音 | 香港配音 | 角色                          |
| ---------------- | -------- | -------- | -------- | ----------------------------- |
| 迈克尔·J·福克斯  | 劉傑     | 沈晓谦   | 古巨基   | 史都華·李（Stuart Little）    |
| 吉娜·戴维斯      | 陳美貞   |          |          | 愛莉諾·李（Eleanor Little）   |
| 休·劳瑞          | 孫德成   |          |          | 費德里·李（Frederick Little） |
| 喬納森·利普尼基  |          |          |          | 乔治·李（George Little）      |
| 内森·朗          | 康殿宏   |          |          | 雪梨（Snowbell）              |
| 凱茲·帕米尼特里  | 陳旭昇   |          |          | 史莫基（Smokey）              |
| 史提夫·扎恩      | 魏伯勤   |          |          | 蒙提（Monty）                 |
| 吉姆·道爾漢      |          |          |          | 艾倫警員（Officer Allen）     |
| 吉姆·道爾漢      | 夏治世   |          |          | 萊福（Lucky）                 |
| 大衛·艾倫·格利爾 | 孫中台   |          |          | 瑞德（Red）                   |
| 布諾·科比        | 沈光平   |          |          | 雷吉·史塔（Reginald Stout）   |
| 珍妮佛·提莉      |          |          |          | 卡蜜兒·史塔（Camille Stout）  |
| 史丹·弗雷伯吉    | 孫中台   |          |          | 播音員（Race Announcer）      |
| 傑佛瑞·瓊斯      | 孫中台   |          |          | 康蕭叔叔（Uncle Crenshaw）    |
| 康妮·雷          | 魏晶琦   |          |          | 提娜阿姨（Aunt Tina）         |
| 愛麗絲·比斯利    |          |          |          | 碧翠絲阿姨（Aunt Beatrice）   |
| 布萊恩·多爾-莫瑞 |          |          |          | 艾加（Cousin Edgar）          |
| 伊絲特·蓋迪      |          |          |          | 伊絲特奶奶（Grandma Estelle） |
| 哈羅德·高德      | 沈光平   |          |          | 史賓斯爺爺（Grandpa Spencer） |
| 派居克·奧布萊恩  | 沈光平   |          |          | （Uncle Stretch）             |
| 茱莉亞·史文尼    | 魏晶琦   |          |          | 奇珀小姐（Mrs. Keeper）       |
| 達布尼·寇曼      | 孫中台   |          |          | 醫生（Dr. Beechwood）         |
| 麥爾斯·馬斯克    | 魏晶琦   |          |          | 奧特（Anton）                 |
| 喬·波里托        | 沈光平   |          |          | 雪曼警員（Officer Sherman）   |
| 喬·貝斯          |          |          |          | 比賽參賽者（Race Starter）    |
| 泰勒·內格榮      | 魏伯勤   |          |          | 拍賣員（Salesman）            |

## 製作
本片的主體拍攝於1998年8月3日開始，於洛杉矶取景。

## 續集
- 一家之鼠2 (2002)
- 一家之鼠3：野外求生記 (2006) (direct-to-video)
- Stuart Little real world (2008)

## 琐事
- 該片的日語配音版中，小老鼠是由日本著名配音員大谷育江所配。
- 該片的台灣配音版中，小老鼠是由台灣著名配音員劉傑所配。
- 該片的香港配音版中，小老鼠是由香港著名歌手及演員古巨基所配。
- 埃爾文·布魯克斯·懷特前半部小說曾在這部電影中使用。
- 匈牙利前衛藝術家羅伯特貝雷尼（Róbert Berény）1920年代遺失的畫作《帶著黑花瓶的熟睡女士》（Alvó nő fekete vázával），被本片用於主角家中的佈景

## 外部連結
- 互联网电影数据库（IMDb）上《一家之鼠超力仔》的资料（英文）